# Nyssia rossica
Nyssia rossica là một loài bướm đêm trong họ Geometridae.